# ラテン人虐殺 (1182年)
ラテン人虐殺 (イタリア語: Massacro dei Latini; ギリシア語: Σφαγή των Λατίνων) は、1182年4月にビザンツ帝国の首都コンスタンティノープルで発生した、ギリシア人正教徒住民らによる大規模なラテン人（カトリック教徒の総称）虐殺事件。
当時のコンスタンティノープルでは、カトリック教徒が海洋貿易と金融を独占していた。正確な数は不明だが、ラテン人コミュニティの大部分、テッサロニケのエウスタティウスの推定によれば6万人に上る人々が、殺害されるか亡命を余儀なくされた。特にジェノヴァ人やピサ人が大きな被害を受け、4千人の生存者が奴隷としてルーム・セルジューク朝に売り飛ばされた。
この事件により西方カトリック教会と東方正教会の関係はさらに悪化し、両者の対立は後の第4回十字軍によるコンスタンティノープル征服の遠因ともなった。

## 背景
11世紀後半以降、ヴェネツィア共和国やジェノヴァ共和国、ピサ共和国などのイタリア都市国家を中心に西欧の商人が東方の貿易圏に現れ始めた。ヴェネツィアは東ローマ皇帝アレクシオス1世コムネノスから巨大な貿易特権を獲得した。特権が拡大していくのに対してビザンツ帝国の海軍力は極めて貧弱で、事実上ヴェネツィアがビザンツ帝国の海洋貿易を事実上独占し、その生死を握るまでになった。
アレクシオス1世の孫マヌエル1世コムネノスはヴェネツィアの特権削減を試み、代わりにそのライバルであるピサやジェノヴァ、アマルフィと協定を結んだ。そうして4つの都市国家が、それぞれコンスタンティノープルの北側の金角湾沿いに地区を与えられることになった。
イタリア商人の市場独占は、ビザンツ社会に大きな変動を引き起こした。彼らは地主貴族と結託してますます利権を獲得し、対する地元の商人たちは没落の一途をたどった。またイタリア人の傲慢な態度も、コンスタンティノープルやその周辺の中・下層住民の怒りを買った。これに加えて、両者には東西教会分裂以降の宗教的な隔たりもあった。
ビザンツ皇帝も、イタリア商人を制御しきれなくなっていた。例えば1162年にピサ人や少数のヴェネツィア人がジェノヴァ人地区を襲撃して大規模な破壊活動を行った。この時マヌエル1世コムネノスはジェノヴァ人とピサ人の大部分を追放する裁定を下したが、これにより数年間ヴェネツィアが全く自由に活動できる事態が続いた。
しかし1171年前半、ヴェネツィア人はジェノヴァ人地区を襲ってその大部分を破壊する事件を起こし、また集団強姦事件や放火事件も発生していた。このときマヌエル1世コムネノスは帝国内の全ヴェネツィア人の一斉逮捕と財産没収を命じた。ヴェネツィアはエーゲ海に遠征隊を派遣したがビザンツ帝国軍を破ることができず、交渉に応じた。しかしマヌエル1世コムネノスがわざと引き延ばしたので、交渉は冬までもつれこんだ。ヴェネツィア艦隊はヒオス島で待機していたが、疫病が発生したので撤退せざるを得なくなった（ヴェネツィア・東ローマ戦争）。
ヴェネツィアとビザンツ帝国の戦争状態はまだ続いていた。ヴェネツィアは正面衝突を避け、代わりにイタリア半島におけるビザンツ帝国最後の拠点アンコーナを包囲していたセルビア人の反乱軍を援助したり、ビザンツ帝国と敵対するノルマン人のシチリア王国と協定を結んだりした。しかし次第にビザンツ帝国とヴェネツィアの敵対関係は沈静化していき、1179年に条約が結ばれた。ただ、完全に関係が正常化したのは1180年代半ばである。一方でジェノヴァ人やピサ人はビザンツ帝国とヴェネツィアの対立に乗じてコンスタンティノープルでの地位を回復した。1180年までには、コンスタンティノープルには多くて6万人ほどのラテン人が住んでいた。

## マヌエル1世の死と虐殺
1180年にマヌエル1世が死去した後、息子のアレクシオス2世コムネノスが即位したが、幼年だったため、母でアンティオキア公女のマリー・ダンティオケが摂政として政権を握った。彼女はラテン人商人やそれらと結びついた大貴族・大地主を贔屓したため反感を買い、1182年4月にマヌエル1世の従弟アンドロニコス1世コムネノスがクーデターを起こし、民衆の支持を得てコンスタンティノープルに入城した。これを祝う祝祭ムードはたちまち過熱して暴力性を帯び、興奮した群衆がラテン人地区の住民を襲い始めた。
ラテン人の多くはこうした事態を予測していて、海へと逃れようとした。暴徒は女性も子供も見境なく殺し、病院にいたラテン人の病人も殺害された。家屋、教会、慈善施設は略奪の対象になった。特にラテン人聖職者に対する攻撃はすさまじく、虐殺に居合わせた教皇特使のヨハネス枢機卿は捕まって斬首され、その首は犬の尾に括り付けられ市内を引きずり回された。
アンドロニコス1世コムネノスは個人的にはそこまで反ラテン人的な考えを持っていなかったが、群衆が虐殺を繰り広げるのを黙認した。むしろ彼は、マリー・ダンティオケらがラテン人にコンスタンティノープル略奪の機会を与える約束をしていたなどと宣伝し、虐殺をあおった。

## 影響
虐殺により西欧におけるビザンツ帝国の印象はさらに悪化した。直後にカトリック教諸国とビザンツ帝国は貿易協定を結んでいるが、両者の間には敵対感情が残った。1185年、シチリア王グリエルモ2世率いるノルマン人が帝国第二の都市テッサロニキを略奪し（テッサロニキ略奪）、また神聖ローマ皇帝のフリードリヒ1世やハインリヒ6世はコンスタンティノープル攻撃をほのめかして脅迫した。
両陣営の関係悪化は、最終的に第4回十字軍によるコンスタンティノープル征服という破滅的な結末を招いた。また同時に、カトリック教会と東方正教会が再合同する機会は失われた。ただ1182年の虐殺事件自体には不明な点が多く、評価も難しい。